# Laurie Samuelson
Laurie Samuelson es una deportista estadounidense que compitió en triatlón. Ganó una medalla de bronce en el Campeonato Mundial de Triatlón de 1989.

## Palmarés internacional
| Campeonato Mundial | Campeonato Mundial | Campeonato Mundial | Campeonato Mundial |
| Año                | Lugar              | Medalla            | Prueba             |
| ------------------ | ------------------ | ------------------ | ------------------ |
| 1989               | Aviñón (Francia)   | Medalla de bronce  | Individual         |